# Ustrój polityczny Malty
Ustrój polityczny Malty − po uzyskaniu niepodległości w 1964 Malta przez pierwsze 10 lat była monarchią konstytucyjną w ramach Wspólnoty Narodów. W 1974 dokonano zmian w konstytucji i wprowadzono system republikański.

## Władza ustawodawcza
Maltański parlament ma charakter jednoizbowy i nosi nazwę Izby Reprezentantów. 65 deputowanych jest wybieranych w 13 pięciomandatowych okręgach. Ordynacja wyborcza przewiduje system proporcjonalny z zastosowaniem instrumentu pojedynczego głosu przechodniego. Kadencja trwa 5 lat.

## Władza wykonawcza

### Prezydent

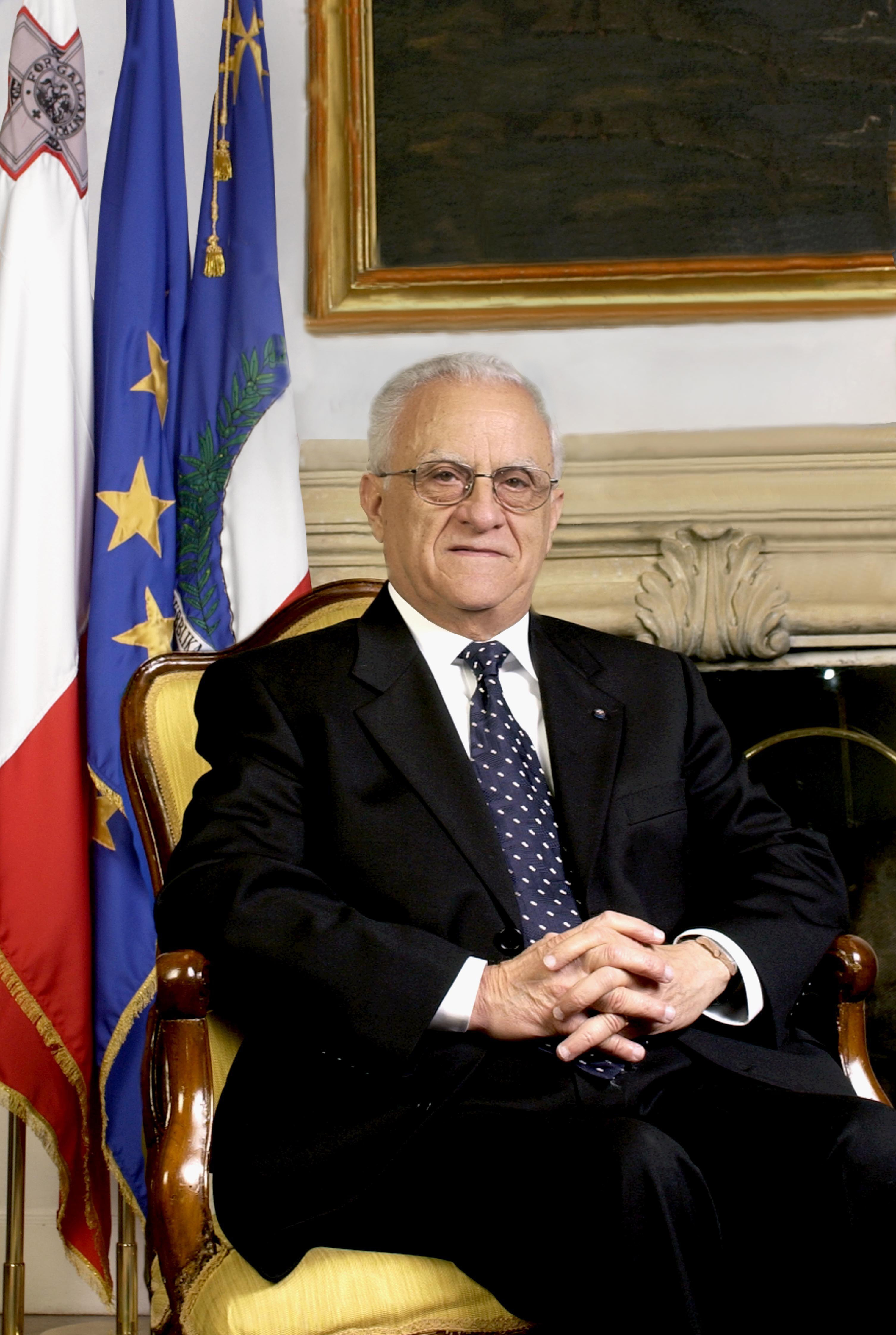
Były prezydent Malty, Edward Fenech Adami.

Prezydent Malty jest wybierany przez Izbę Reprezentantów na 5 lat. Jego pozycja ustrojowa jest zbliżona do roli monarchy w systemie westminsterskim. Po wyborach do Izby mianuje premiera, którym zwyczajowo zostaje lider zwycięskiej partii. Formalnie mianuje też poszczególnych ministrów, choć w praktyce decyzje o obsadzie resortów podejmuje premier.

### Rząd
Faktycznie największa część władzy w państwie należy do premiera. Maltański system polityczny nie przewiduje instytucji rządu mniejszościowego - jeżeli wynik wyborów nie pozwala na jednoznaczne wyłonienie partii rządzącej, najsilniejsze z ugrupowań może otrzymać dodatkowe mandaty parlamentarne (wtedy jest ich więcej niż 65), tak aby móc utworzyć rząd większościowy. Ze względu na funkcjonowanie systemu dwupartyjnego, rządy są zwykle jednopartyjne. Ministrowie mogą być powoływani jedynie z grona członków parlamentu. Siedzibą Premiera jest Auberge de Castille.

## Władza sądownicza
Maltański system sądowniczy przewiduje istnienie trzech rodzajów sądów pierwszej instancji: cywilnych, gospodarczych i karnych. Oprócz tego występują także sądy magistrackie do najprostszych spraw. Sądy apelacyjne występują w dwóch postaciach: dla spraw cywilnych i gospodarczych oraz dla spraw karnych. W sądach karnych rozprawie przewodniczy sędzia zawodowy, jednak decyzję o ewentualnej winie podejmuje dziewięcioosobowa ława przysięgłych. Sąd Konstytucyjny pełni jednocześnie rolę sądu najwyższego. Składa się z 17 sędziów powoływanych przez prezydenta na wniosek premiera.

## Samorząd terytorialny
Na Malcie występuje tylko jeden stopień samorządu terytorialnego, nazywany local council i zbliżony do polskich gmin. Kraj podzielony jest na 68 takich jednostek. Tytuł burmistrza przysługuje przewodniczącemu rady gminy, natomiast faktycznie funkcje lokalnej władzy wykonawczej wypełnia tzw. sekretarz wykonawczy. Wybory samorządowe odbywają się co 3 lata według zasad wzorowanych na ordynacji parlamentarnej.

## System partyjny
Utrzymuje się system dwupartyjny, zdominowany przez prawicową Partię Narodową oraz lewicową Partię Pracy. Tylko te dwa ugrupowania są reprezentowane w parlamencie.